# Mermessus estrellae
Mermessus estrellae är en spindelart som först beskrevs av Alfred Frank Millidge 1987.  Mermessus estrellae ingår i släktet Mermessus och familjen täckvävarspindlar. Inga underarter finns listade i Catalogue of Life.